# Öhningen
Öhningen là một thị xã thuộc huyện Konstanz, bang Baden-Württemberg, Đức. Nơi đây nằm ở rìa phía tây của hồ Constance.